# 弗兰肯 (上莱茵省)
弗兰肯（法語：Franken；发音：[fʁaŋkən]）是法国上莱茵省的一个市镇，属于阿尔特基什区（Altkirch）阿尔特基什县（Altkirch）。该市镇总面积6.22平方公里，2009年时的人口为350人。

## 人口
弗兰肯人口变化图示